# Gul Panag
Gul Panag (geboren Gulkirat Kaur Panag; Chandigarh, 3 januari 1979) is een Indiaas actrice die voornamelijk in Hinditalige films en televisieseries speelt.

## Biografie
Panag won de Miss India titel in 1999, en nam deel aan de Miss Universe 1999 verkiezingen. In 2003 verscheen ze als hoofdrolspeelster in de televisieserie Kashmeer en maakte ze naar filmdebuut met Dhoop. 
Naast haar acteercarrière verscheen ze in tal van reclamespotjes op televisie en gedrukte media en is de merkambassadeur van de Indiase televisieprovider Tata Play, samen met Aamir Khan. Panag was het Twitter-gezicht voor de Wills Lifestyle India Fashion Week die in 2009 werd gehouden om verslag te doen van de gebeurtenissen op de microblogsite. Ook runt Panag de Colonel Shamsher Singh Foundation, een NGO die zich inzet voor verschillende doelen, waaronder gendergelijkheid, onderwijs en rampenbestrijding. Panag heeft ook haar eigen productiehuis, Tittar Lodge Productions Private Limited, dat digitale op maat gemaakte tv-inhoud, film en documentaire inhoud biedt. Naast dat ze een motorrijder en een gecertificeerde piloot is, is ze opgeleid op een professioneel platform - Formule E. Ze debuteerde in 2017 in de geheel nieuwe M4Electro van Mahindra Racing op het circuit van Calafat in Catalonië, Spanje.

## Filmografie

### Films
| Jaar | Film                    | Rol                         | Opmerking                   |
| ---- | ----------------------- | --------------------------- | --------------------------- |
| 2003 | Dhoop                   | Peehu Verma                 |                             |
| 2005 | Jurm                    | Sonia / Chandni Saxena      |                             |
| 2006 | Dor                     | Zeenat                      |                             |
| 2007 | Manorama Six Feet Under | Nimmi Randhawa              |                             |
| 2008 | Summer 2007             | Vishakha                    |                             |
| 2008 | Hello                   | Priyanka Saxena             |                             |
| 2009 | Anubhav                 | Meera Hemant Valecha        |                             |
| 2009 | Straight                | Renu                        |                             |
| 2010 | Rann                    | Nandita Sharma              |                             |
| 2010 | Hello Darling           | Mansi Joshi                 |                             |
| 2011 | Turning 30              | Naina Singh                 |                             |
| 2012 | Fatso!                  | Nandini                     |                             |
| 2013 | Sikander                | Beant Kaur                  | Punjabi film, ook producent |
| 2015 | Ab Tak Chhappan 2       | Shalu                       |                             |
| 2016 | Ambarsariya             | Geet Sandhu                 | Punjabi film                |
| 2017 | The Gift                | Rashmi                      | korte film                  |
| 2017 | Going Dutch             | Namrata                     | korte film, ook producent   |
| 2019 | Student of the Year 2   | Kuljeet Shergill            |                             |
| 2019 | Bypass Road             | Romila Kapoor               |                             |
| 2020 | Disconnected            | Akanksha                    | korte film, ook producent   |
| 2021 | 420 IPC                 | Pooja Keswani               | ZEE5 film                   |
| 2022 | Manoranjan              | Lalita                      | korte film, ook producent   |
| 2022 | The Ghost               | Anupama Naidu/ Anupama Nair | Telugu film                 |
| 2023 | Zwigato                 | marketeer                   | gastoptreden                |

### Televisie en Webseries
| Jaar | Programma/ Serie                | Rol            | Platform           | Opmerking     |
| ---- | ------------------------------- | -------------- | ------------------ | ------------- |
| 2003 | Kashmeer                        | Zoya           |                    |               |
| 2013 | Khoobsurat                      | presentatrice  |                    |               |
| 2015 | Off Road with Gul Panag: Ladakh | presentatrice  |                    | ook producent |
| 2017 | Off Road with Gul Panag         | presentatrice  |                    | ook producent |
| 2017 | Musafir Hoon Yaaron             | presentatrice  |                    |               |
| 2018 | Vijay Jyoti                     | Jyoti          |                    |               |
| 2019 | The Family Man                  | Saloni         | Amazon Prime Video |               |
| 2019 | Rangbaaz                        | Anupriya       | ZEE5               |               |
| 2020 | Transparency: Pardarshita       | haarzelf       |                    | documentaire  |
| 2020 | Paatal Lok                      | Renu Chaudhary | Amazon Prime Video |               |
| 2020 | Pawan and Pooja                 | Pooja Mehra    | MX Player          |               |
| 2022 | Good Bad Girl                   | Zaina Mistry   | SonyLIV            |               |